# FREEZE
『FREEZE』（フリーズ）は、日本のバンドPIERROTのメジャーデビュー後、6枚目に発売されたアルバム。2004年12月1日に発売される。発売元はユニバーサル・ミュージック。

## 概要
FREEZE=凍結の意味であることから、解散するのではないかという噂が流れたが、解散はせずにメンバーがソロ活動に入ることがアルバム発売後に発表される。
しかし、2006年の突然の解散発表のために、実質的に最後のオリジナルアルバムとなる。
サウンドはアグレッシブで、ある意味原点回帰的なアルバムである。収録曲は#2を除き、どの曲も4分以内と短めであるが、それ故に濃密な曲揃いとなっている。
初回限定版にはPierrot Lottery Ticket（宝クジ）が封入されていた。
初回限定版のDVDには、男性限定ライブの映像、各メンバーのアルバムへのコメントなどが収録されている。

## 収録曲
全作詞：キリト
シングル曲は太字。
1. FREEZE
  - 作曲：アイジ
2. Smiley Skeleton
  - 作曲：アイジ
3. PERFORMANCE
  - 作曲：キリト
4. WINDOW
  - 作曲：潤
5. CLOWN'S MUTTER
  - 作曲：アイジ
6. パラノイア
  - 作曲：アイジ

「Smilely Skeleton」カップリング曲。
7. UNMASK
  - 作曲：キリト
8. 深い眠りが覚めたら
  - 作曲：潤
9. UNKNOWN
  - 作曲：キリト
10. PIECES
  - 作曲：アイジ
11. MYCLOUD
  - 作曲：キリト